# Carrizozo (Új-Mexikó)
Carrizozo település az Amerikai Egyesült Államok Új-Mexikó államában, Lincoln megyében, melynek megyeszékhelye is. Lakosainak száma 972 fő (2020. április 1.).

## Népesség
A település népességének változása:

| 2010 | 996 |
| 2020 | 972 |